# Betna
Betna är en by i Heims kommun i Trøndelag fylke i mellersta Norge. Byn ligger där Europaväg 39 möter fylkesväg 65, på östra sidan av Skålvikfjorden.